# Eigene Scholle (Forst (Lausitz))
Eigene Scholle, niedersorbisch Swojske grunty, ist ein Wohnplatz der Stadt Forst (Lausitz) im Landkreis Spree-Neiße in Brandenburg.

## Lage
Die Eigene Scholle liegt in der Niederlausitz, etwa zwei Kilometer südwestlich der Altstadt von Forst. Umliegende Ortschaften sind die zur Kernstadt von Forst gehörenden Dörfer Noßdorf im Südwesten, Mexiko im Osten, sowie die Kernstadt im Nordosten. Die Eigene Scholle wird begrenzt von der Landstraße 49 im Norden, der Bundesstraße 112 im Osten und Süden und der Malxe im Westen.

## Geschichte
1913 wurde das Siedlungsgelände von der gleichnamigen Landgesellschaft angelegt. Typisch für die Eigene Scholle sind die 22 von Stadtbaurat Rudolf Kühn von 1926 bis 1927 errichteten Häuser. Der Idee der Gartenstadtbewegung folgend, sind die Bauten um eine zur Selbstversorgung dienende Gartenfläche gruppiert. Die kubusförmigen, einst weiß geputzten Häuser mit weit auskragendem Flachdach sind durch Verbindungsmauern untereinander verbunden. Jedes Haus beinhaltete ursprünglich vier Wohneinheiten pro Haus (Stube, Wohnküche und WC). Auf Grund der Baucharakterisitk im Stil des Neuen Bauen wurde und wird der von Kühn angelegte Teil der Eigenen Scholle im Volksmund auch Jerusalem genannt. Die 22 von Kühn errichteten Häuser sind mittlerweile denkmalgeschützt. Neben den Kühnschen Häusern besteht die Siedlung überwiegend aus Einfamilienhäusern unterschiedlichster Bauzeit.